# Papirus Berlin 17212
Papirus Berlin 17212 – rękopis napisany w języku greckim, zawierający fragment Septuaginty pochodzący z III wieku n.e. Manuskrypt ten został spisany na papirusie w formie kodeksu. Zachowało się pięć fragmentów tego rękopisu ponumerowanych literami od a do e. P. Berlin 17212 zawiera fragmenty 2 i 3 rozdziału Księgi Jeremiasza (2, 2–3, 8–9, 16–19, 24–26, 30–32, 37; 3, 1, 6–7, 12–13, 18, 24–25). Rękopis ten jest oznaczany również numerem 837 na liście rękopisów Septuaginty według klasyfikacji Alfreda Rahlfsa.
P. Berlin 17212 został opublikowany przez K. Treu, Neue Berliner Septuagintafragmente, APF 20, 1970, str. 60-65.
Obecnie jest przechowywany w Ägyptisches Museum w Berlinie (P. 17212).